# 香川県道175号衣掛郷東線
香川県道175号衣掛郷東線（かがわけんどう175ごう こかけごうとうせん）は、香川県高松市を通る一般県道である。

## 概要
起点の衣掛交差点を合併前の高松市と旧・国分寺町の境界が通っていた。
鶴市町や鬼無の一部ではすれ違いが困難な区間があるので注意を要する。なお、当該区間には1990年代初頭まで琴平参宮電鉄（当時）のバス路線（高松線上鬼無支線）があった。

### 路線データ
- 起点：香川県高松市鬼無町鬼無（香川県道33号高松善通寺線交点）
- 終点：香川県高松市郷東町（高松市郷東町交差点、香川県道33号高松善通寺線交点）
- 総延長：5.191 km

## 路線状況

### 名称・愛称
- 旧丸亀街道（高松市）

現在の国道11号のルーツと言える。
- 産業道路（高松市）

### 都市計画道路指定
- 高松市
  - 郷東岡本線の一部　郷東町交差点 - 郷東町南交差点

### 重複区間
- 香川県道177号円座香西線（高松市鬼無町鬼無）

## 地理
郷東町南交差点 - 郷東町交差点間（高松市街地形成外環状線を形成する）は一見すると香川県道176号檀紙鶴市線の一部のように見えるが、県道175号である。しかし郷東町交差点の案内標識では県道176号と表記されている。またこの区間内にある「国道11号 5 km」という案内標識にも、県道176号の表記がある。

### 通過する自治体
- 高松市

### 交差する道路
| 交差する道路                         | 交差する場所 | 交差する場所              |
| ------------------------------------ | ------------ | ------------------------- |
| 香川県道33号高松善通寺線             | 鬼無町鬼無   | 起点                      |
| 香川県道177号円座香西線 重複区間起点 | 鬼無町鬼無   |                           |
| 香川県道177号円座香西線 重複区間終点 | 鬼無町鬼無   |                           |
| 高松市道木太鬼無線                   | 鶴市町       |                           |
| 香川県道176号檀紙鶴市線              | 鶴市町       |                           |
| 香川県道33号高松善通寺線             | 郷東町       | 高松市郷東町交差点 / 終点 |

### 交差する鉄道
- 予讃線

### 沿線
- 本津川